# Cmentarz żydowski w Szczebrzeszynie

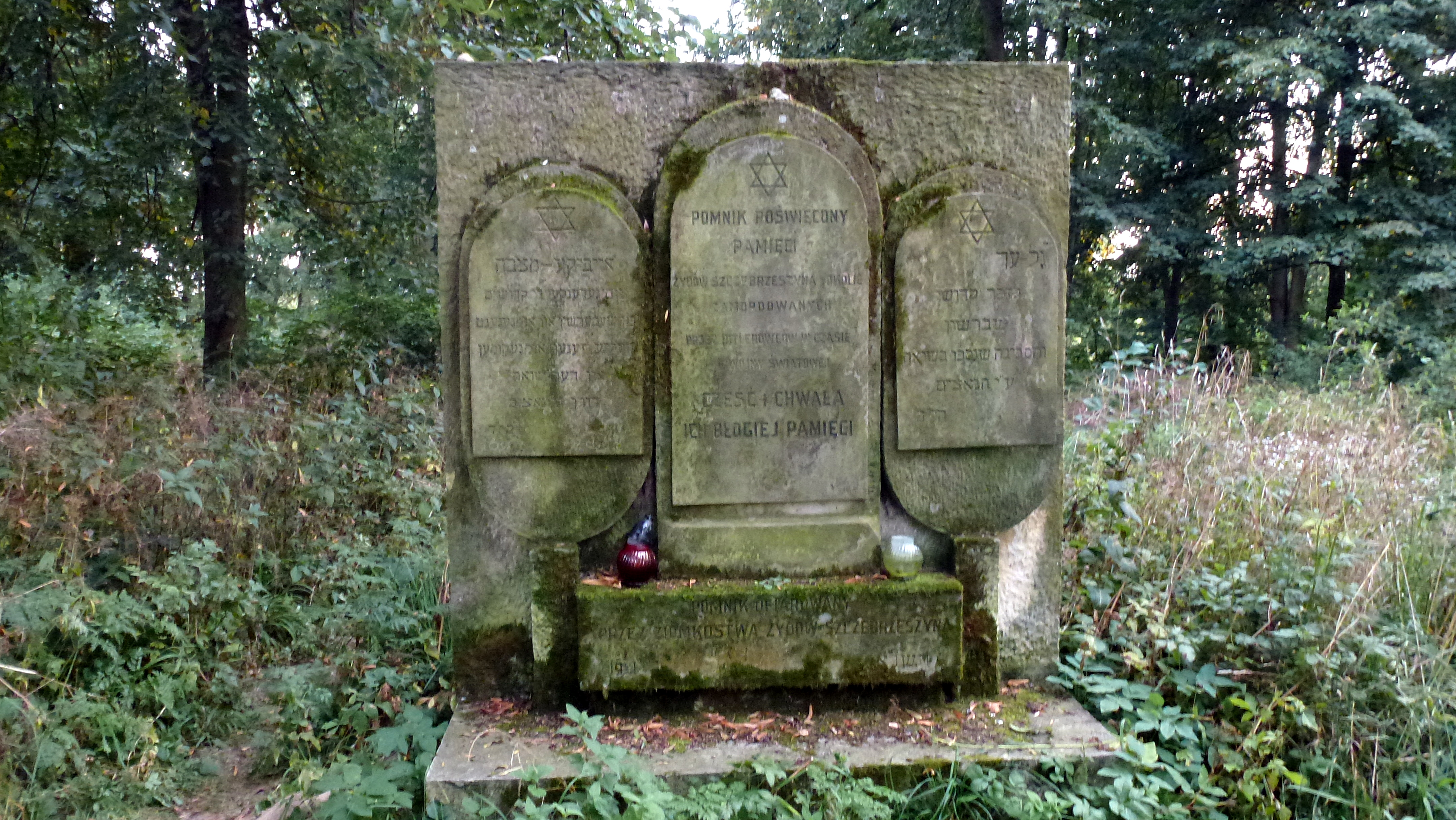
Pomnik poświęcony żydowskim ofiarom wojny na szczebrzeszyńskim kirkucie

Cmentarz żydowski w Szczebrzeszynie – został założony w XVI wieku i zajmuje powierzchnię 1,8 ha. Kirkut został zniszczony podczas II wojny światowej, lecz także po wojnie nagrobki były kradzione w celach budowlanych. Zachowało się około 400 widocznych macew, spośród których najstarsza pochodzi z 1545 roku. Wśród pochowanych są m.in. Elimelech Hurwicz, cadyk z Jaworowa i Issochar Ber syn Naftalego ha Kohen (Berman Aszkenazi), myśliciel i talmudysta.